# Albion-Polka
Albion-Polka, op. 102, är en polka av Johann Strauss den yngre. Den framfördes första gången hösten 1851 i Wien.

## Historia
1851 blev John Fane, 11:e earl av Westmorland (1784-1859), brittisk ambassadör i Wien. Förutom sina olika politiska och militära tjänster hade Fane, liksom hans fru, smak för musik. Bland annat var han också aktiv som kompositör. Åren innan hade de politiska förbindelserna mellan Österrike och Storbritannien varit mycket dåliga. Men nu var det viktigt att förbättra dessa relationer på båda sidor. För detta ändamål uppmanades Johann Strauss den yngre att spela på en bal hos ambassadören. Mot denna bakgrund skrevs valsen Windsor-Klänge (op. 104), tillägnad drottning Viktoria av Storbritannien. Albion-Polka tillägnades hennes make, prins Albert av Sachsen-Coburg-Gotha. Exakt när premiären ägde rum är inte känt. Det skedde antagligen hösten 1851 i den engelska ambassadörens hem Palais Coburg. Polka-namnet kommer från det keltiska ordet "albainn", ett tidigt namn på Storbritannien.

## Om polkan
Speltiden är ca 3 minuter och 31 sekunder plus minus några sekunder beroende på dirigentens musikaliska tolkning.

## Weblänkar
- Dynastin Strauss 1851 med kommentarer om Albion-Polka.
- Albion-Polka i Naxos-utgåvan.